# Buzău

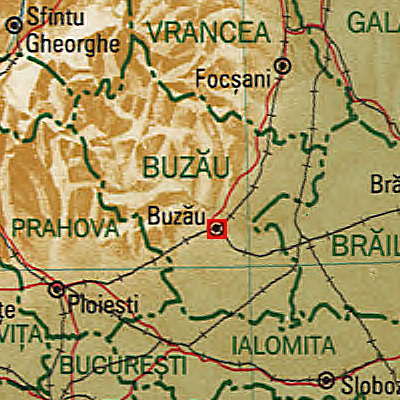
Buzău (rotes Viereck) im Kreis Buzău

Buzău ([buˈzəu̯]; Ausspracheⓘ, ungarisch Bodzavásár) ist Kreishauptstadt im gleichnamigen Kreis (Județ) in der historischen Region Fürstentum Walachei in Rumänien. Die Stadt hatte im Jahr 2021 etwa 103.000 Einwohner.

## Stadtbild
Buzău liegt am gleichnamigen Fluss an den südöstlichen Ausläufern der Karpaten. Obwohl Buzău unter Nicolae Ceaușescu stark systematisiert wurde (Abriss älterer, kleiner Häuser, Errichtung zahlreicher Plattenbauten), gibt es in der Stadt noch einige Baudenkmäler zu besichtigen. An erster Stelle das Wahrzeichen der Stadt, der Palatul Comunal (Rathaus) von 1903, ein schlossartiger Bau im typisch rumänischen Brâncoveanu-Stil. Stadttheater und Tribunal sind weitere Bauwerke aus dieser Zeit. Die Gebäude im Complexul Episcopal (Bischofssitz) sind älter, sie stammen aus dem 17.–19. Jahrhundert: Die Bischofskirche, der Fürstenpalast und das Theologische Seminar. In der Strada Cuza Voda, der Fußgängerzone von Buzău im Herzen der Altstadt, sind noch einige sehenswerte Häuser aus dem 19. Jahrhundert erhalten. Direkt an Buzău grenzt der große, sehr schöne Landschaftspark „Crâng“. Etwa 20 Kilometer nordwestlich von Buzău, beim Dorf Berca, liegen die Schlammvulkane von Berca, eine der exotischsten Natursehenswürdigkeiten Europas.

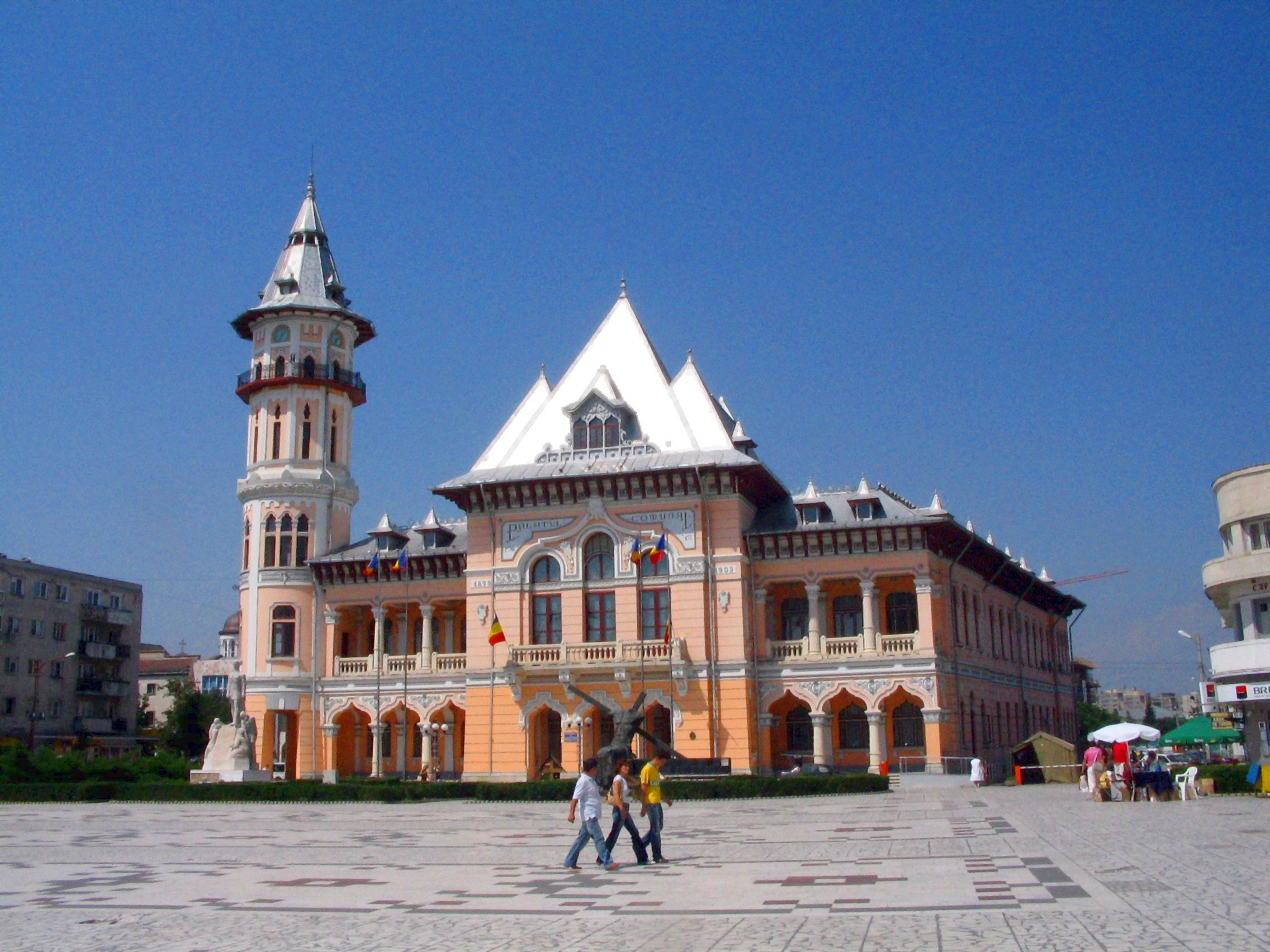
Das Rathaus
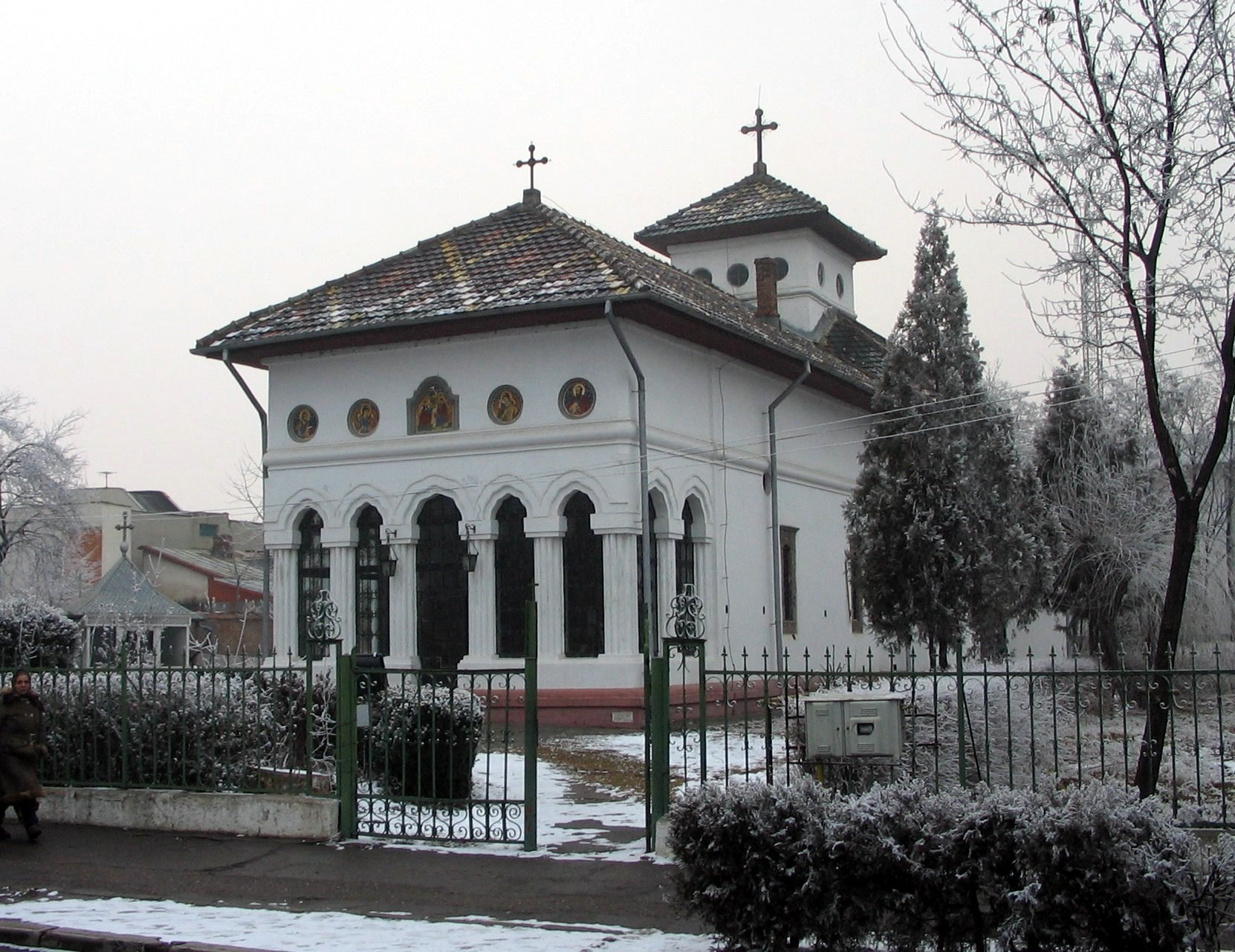
Die Banului-Kirche
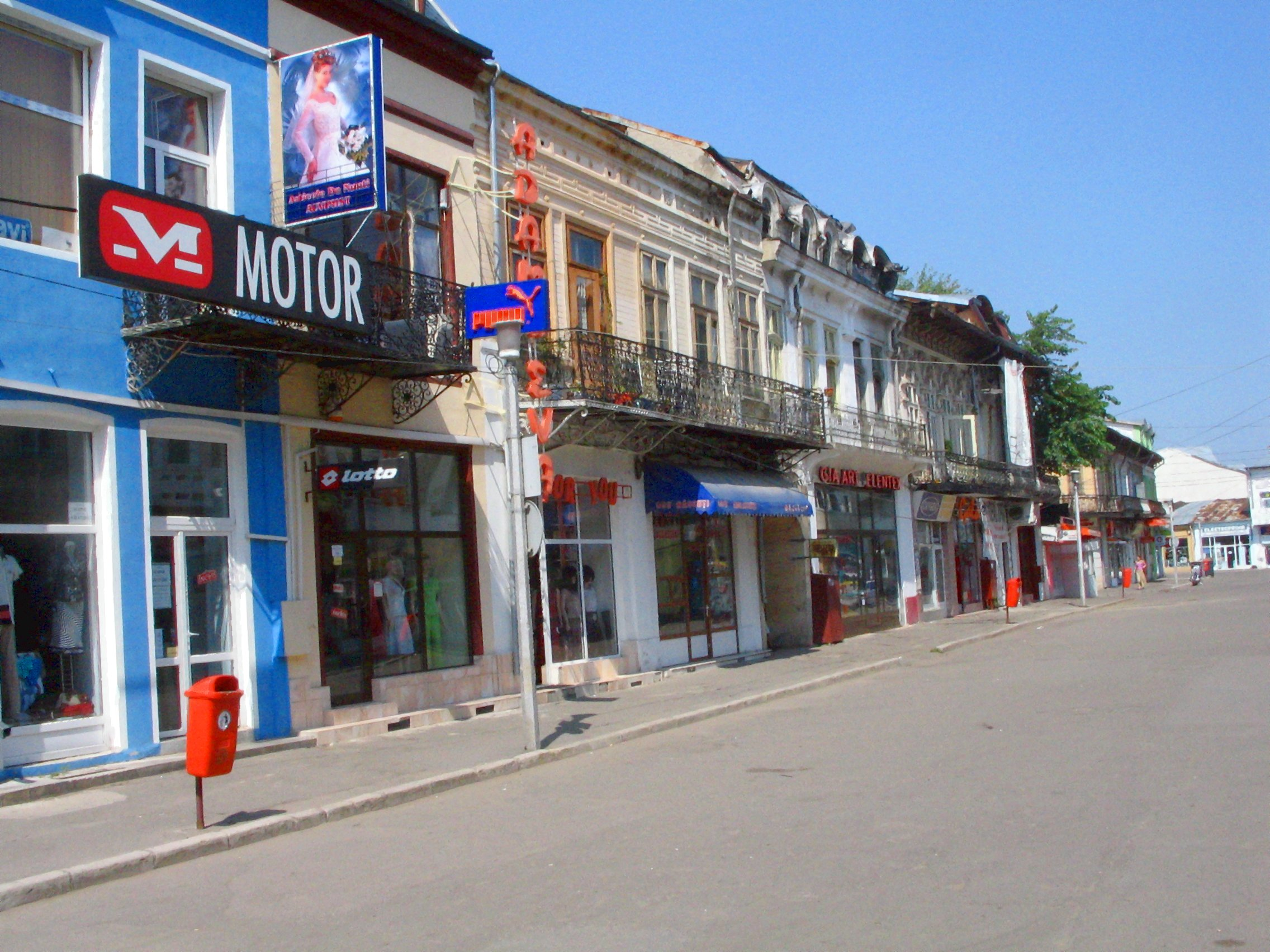
Historischer Straßenzug
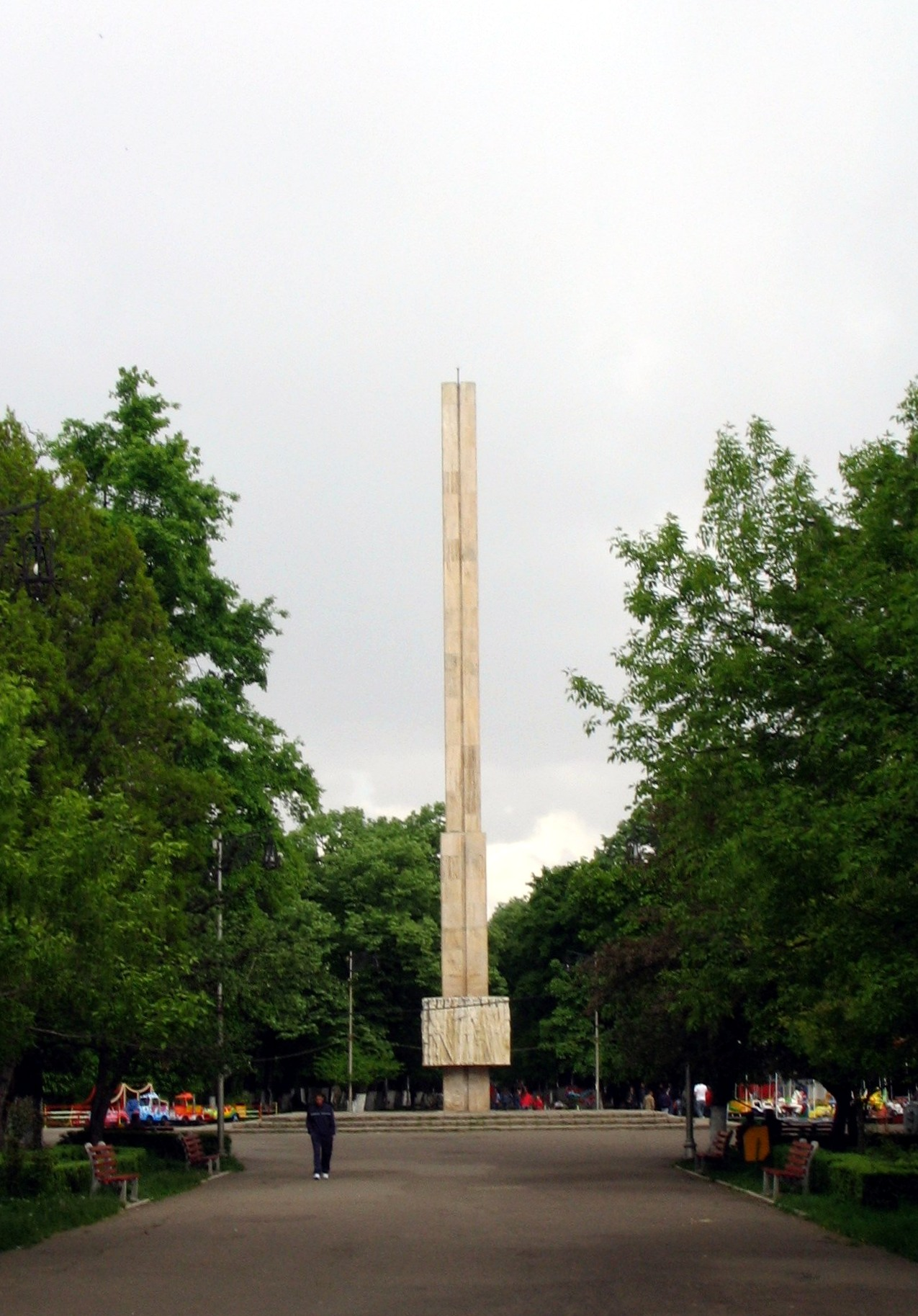
Der Obelisk im Crâng-Park

## Wirtschaft
Die Stadt ist seit der Zeit der Sozialistischen Republik Rumänien Sitz des Unternehmens Contactoare und unter anderem Standort eines Werkes für Eisenbahn-Betonschwellen der Firma Pfleiderer AG.
Zirka 15 km nordöstlich liegt der Militärflugplatz Boboc.

## Städtepartnerschaften
Buzău ist verschwistert mit:
- Oudenaarde in Belgien (1999)
- Agios Dimitrios in Griechenland (2006)
- Soroca (2017), Strășeni und dem Rajon Ialoveni (2022) in der Republik Moldau

## Söhne und Töchter
- Gheorghe Ciprian (1883–1968), Dramatiker
- Pompiliu Macovei (1911–2008), Politiker und Diplomat
- Mircea Dobrescu (1930–2015), Boxer, Silbermedaillengewinner der Olympischen Spiele 1956
- Ion Nicolescu (1943–2012), Schriftsteller
- Laurențiu Cazan (* 1957), Multiinstrumentalist, Komponist, Texter, Sänger und Arrangeur
- Gheorghe Covaciu (* 1957), Handballspieler
- Vasile Toader (* 1965), General
- Marcel Ciolacu (* 1967), Politiker
- Andi-Lucian Cristea (* 1982), Politiker
- Mihaela Țepușă (* 1983), Fußballschiedsrichterassistentin
- Laura Vasilescu (* 1984), Handballspielerin
- Ellie White (* 1984), Pop-Sängerin, Tänzerin und Model
- Ovidiu Ionescu (* 1989), Tischtennisspieler
- Valentin Crețu (* 1989), Fußballspieler
- Nicolae Soare (* 1991), Langstreckenläufer
- Gabriela Drăgoi (* 1992), Kunstturnerin
- Steliano Filip (* 1994), Fußballspieler
- Marina Andreea Baboi (* 1999), Sprinterin